# Бад Берка
Бад Берка (на немски: Bad Berka) е малък град в окръг Ваймарер Ланд в Тюрингия със 7559 жители (към 31 декември 2017).
Намира се на река Илм на ок. 12 км южно от Ваймар. Бад Берка е споменат за пръв път през май 1119 г. като Bercha и през 1414 г. като град. От ок. 1154 г. до 1272 г. в Бека резидира фамилията на графовете фон Берка, които основават 1240 г. манастир Берка, който съществува до 1525 г.
Градът е с лековите извори. През 1813 г. основаният курорт е тясно свързан с деянията на Гьоте.